# 牟婁郡
牟婁郡為過去日本紀伊國轄下的郡，後來曾分屬三重縣和和歌山縣，已於1879年被分割為東牟婁郡、西牟婁郡、南牟婁郡、北牟婁郡。
在1879年分割前的轄區包括現在的：
- 和歌山縣
  - 田邊市（大部分地區）、新宮市
  - 西牟婁郡：白濱町、上富田町、周參見町
  - 東牟婁郡：那智勝浦町、太地町、古座川町、北山村、串本町
- 三重縣
  - 尾鷲市
  - 熊野市
  - 北牟婁郡：紀北町
  - 南牟婁郡：御濱町、紀寶町

## 歷史
在歷史文獻中，牟婁郡最早出現在孝德天皇時期（645年 - 654年），當時紀載牟婁郡位於紀伊國最南端，南側與熊野國接鄰，範圍大概只有相當於2005年以前舊田邊市的轄區；在實施令制國制度後，熊野國被併入紀伊國，同時熊野國的全部區域野直接劃入牟婁郡內，因此其轄區從現在的田邊市一直往東延伸到現在的熊野市，甚至現在屬於奈良縣的上北山村和下北山村也包含在內。在當時牟婁郡是全南海道內面積最大的郡，這可能是由於位處偏遠，且轄內多為山區，甚少平地致人口不多所致。
而在現在的尾鷲市以北至紀北町的區域，過去最初屬於志摩國英虞郡，直到1582年才由當時的新宮城城主堀內氏善和伊勢國司北畠信雄議定以荷坂峠為界，將以西的這片區域歸入紀伊國牟婁郡。
江戶時代後，牟婁郡分別成為紀州藩以及其御付家老紀伊田邊藩和紀伊新宮藩的領地。
1871實施廢藩置縣後，這些區域曾先後隸屬和歌山縣、新宮縣、田邊縣，不過在1872年的第一次府縣整併後，概略以熊野川及其支流北山川為分界，以西全數劃入和歌山縣，以東劃入度會縣，但在1876年的第二次府縣整併後，度會縣又被併入三重縣。
1879年和歌山縣和三重縣先後實施郡區町村編制法，牟婁郡大致將和歌山縣內的田邊城下的區域設立為西牟婁郡，新宮地區設立為東牟婁郡，三重縣內的木本浦地區設立為南牟婁郡，尾鷲南浦地區設立為北牟婁郡，也因此牟婁郡就此消失。